# South Heidelberg
South Heidelberg è una township degli Stati Uniti d'America, nella contea di Berks nello Stato della Pennsylvania. Secondo il censimento del 2000 la popolazione è di 5.491 abitanti.

## Società

### Evoluzione demografica
La composizione etnica vede una maggioranza di quella bianca (96,70%), seguita da quella afroamericana (1,46%) dati del 2000.
| township di South Heidelberg Popolazione |       |
| 2000                                     | 5.491 |
| Stima al 2009                            | 7.302 |